# Joana Bolling
Joana Bolling (Concepción del Uruguay, Entre Ríos, 6 de abril de 1995) es una balonmanista argentina que se desempeña como extrema izquierda en el Grupo USA Handbol Mislata de la División de Honor Oro de España.

## Trayectoria

### Clubes
| Club                       | País      | Año           |
| -------------------------- | --------- | ------------- |
| Handball San Luis          | Argentina | 2012-2015     |
| Mariano Acosta             | Argentina | 2016-2017     |
| VILO                       | Argentina | 2018          |
| Aula Cultural              | España    | 2018-2020     |
| Elche                      | España    | 2020-2022     |
| Saint-Amand Handball       | Francia   | 2022-2024     |
| Elda Prestigio             | España    | 2024-2025     |
| Grupo USA Handbol Mislata. | España    | 2025-presente |

## Selección nacional
Bolling participó de los seleccionados juveniles de balonmano de Argentina e integró el equipo que representó a su país en la Universiada de 2015, antes de empezar a competir con la selección mayor en diversos torneos internacionales, incluyendo el Campeonato Mundial de Balonmano Femenino de 2019.

## Vida privada
Bolling es afroargentina. Es hija de Elnes Bolling Sr., un ex-baloncestista profesional virgenense estadounidense que jugó en varios equipo de la Liga Nacional de Básquet, y a quien, de hecho, le donó uno de sus riñones en 2016.  Su hermano Elnes Bolling Jr. también es jugador profesional de baloncesto en la Argentina.